# Ormosia (Ormosia) nobilis
Ormosia (Ormosia) nobilis là một loài ruồi trong họ Limoniidae. Chúng phân bố ở miền Tân bắc.